# Igor Kanygin
Igor Władimirowicz Kanygin (ros. Игорь Владимирович Каныгин; ur. 6 czerwca 1956 w Landwarowie) – radziecki zapaśnik startujący w stylu klasycznym. Srebrny medalista olimpijski z Moskwy 1980 w kategorii 90 kg.
Mistrz świata w 1981 i 1983. Mistrz Europy w 1980, 1982, 1983 i 1985. Pierwszy w Pucharze Świata w 1982 i 1986 roku. Wygrał zawody Przyjaźń-84.
Mistrz ZSRR w 1980, 1982, 1984 i 1987; drugi w 1981; trzeci w 1983 i 1988 roku.